# Исмаили (футбольный клуб)
«Исмаили» (араб.  النادي الإسماعيلي الرياضي‎) — египетский футбольный клуб, основанный в 1924, базируется в городе Исмаилия.

## История
«Исмаили» выиграл египетскую Футбольную лигу в 1967, 1991 и 2002 годах, а также Кубок Египта в 1997 и 2000. В 1969 году клуб выиграл Лигу чемпионов КАФ, став первым египетским и северо-африканским клубом, кому это удалось сделать. В 2003 году «Исмаили» добрался до финала этого турнира, но уступил нигерийскому клубу «Эньимба».
«Исмаили» в последние годы является одним из самых сильных клубов чемпионата Египта, но не может завоевать золотые медали. В сезоне 2007/08 команда заняла 2-е место.

## Достижения

### Местные
- Чемпион Египта (3): 1966/67, 1990/91, 2001/02
- Обладатель Кубка Египта — 2 (1997, 2000)

### Международные
- Лига Чемпионов КАФ
  - Победитель: 1969
  - Второе место: 2003